# Roquan Smith
(en) Statistiques sur pro-football-reference
Roquan Smith, né le 8 avril 1997 à Marshallville en Géorgie, est un sportif professionnel américain de football américain jouant au poste de linebacker pour les Ravens de Baltimore dans la National Football League (NFL) depuis la saison 2018.

## Carrière universitaire
Au niveau universitaire, il a joué trois saisons pour les Bulldogs de la Géorgie, de 2015 à 2017. Au terme de sa dernière saison universitaire, il devient le premier Bulldog à remporter le Dick Butkus Award, après avoir été désigné MVP de la finale 2017 de la conférence SEC et meilleur défenseur de la conférence SEC pour la saison 2017 par l'Associated Press

## Carrière professionnelle

### Bears de Chicago
Smith décide ensuite de se présenter à la draft 2018 de la NFL, faisant l'impasse sur sa dernière année d'éligibilité en NCAA. Il est sélectionné en huitième choix global lors du premier tour de la draft. Le 14 août, il signe un contrat de quatre ans pour un montant de 18.47 millions de dollars garantis dont 11.51 de prime à la signature. Il est le dernier rookie de la draft 2018 à signer son contrat avec son équipe, notamment à la suite d'une clause du contrat indiquant qu'en cas de suspension pour n'avoir pas respecté les nouvelles règles de la NFL relatives aux contacts avec casque, il pourrait opter pour annuler l'argent garanti restant sur le contrat.

#### Saison 2021
Le 27 avril 2021, les Bears activent l'option de cinquième année du contrat de Smith, lui garantissant un salaire de 9,7 millions de dollars pour la saison 2022. Le 19 septembre, Smith intercepte une passe du quarterback Joe Burrow qu'il retourne sur 53 yards en inscrivant le touchdown de la victoire 20 à 17 contre les Bengals de Cincinnati. Le 8 novembre, Smith totalise 12 tacles et un sack lors de la défaite 27 à 29 contre les Steelers de Pittsburgh à l'occasion du Monday Night Football . Le 21 novembre Smith réussit 17 tacles (record en carrière) dont deux pour perte de yards adverses lors de la défaite 14 à 16 contre les Ravens de Baltimore. Ces 17 tacles constituent le meilleur score d'un joueur des Bears depuis les 19 tacles effectués par Brian Urlacher en 2006.
Smith termine la saison avec un bilan d'une interception et 163 tacles (5e rang de la NFL. Il est désigné dans l'équipe type All-Pro par NFL.com et dans la seconde équipe All-Pro par l'Associated Press,.

#### Saison 2022
Début août 2022, Smith déclare que bien qu'ayant tenté de négocier une extension de contrat pendant l'entre saison, il a demandé aux Bears de l'échanger, estimant que les dirigeants de sa franchise ne l'apprécient pas. Bien que présent au camp d'entraînement des Bears, Smith refuse de s'entraîner. Le 20 août, Smith de ne plus se présenter aux entraînements et déclare qu'il ne continuera plus à négocier avec les dirigeants pour le reste de la saison 2022. Le 31 octobre 2022, Roquan Smith et le linebacker A.J. Klein (en) sont échangés aux Ravens de Baltimore contre deux choix de sélection à la draft 2023 de la NFL (un choix de deuxième tour et un autre de cinquième tour).

## Statistiques
| Année      | Équipe              | MJ |                 | Plaquages       | Plaquages | Plaquages | Plaquages |       | Interceptions | Interceptions | Interceptions | Interceptions |  | Fumbles | Fumbles |
| Année      | Équipe              | MJ | Total           | Seul            | Ast.      | Sacks     | Nb.       | Yards | Déf.          | TD            | Nb.           | Rec.          |  |         |         |
| 2018       | Bears de Chicago    | 16 | 121             | 89              | 32        | 5,0       | 1         | 22    | 5             | 0             | 0             | 0             |  |         |         |
| 2019       | Bears de Chicago    | 12 | 101             | 66              | 35        | 2,0       | 1         | 0     | 2             | 0             | 0             | 0             |  |         |         |
| 2020       | Bears de Chicago    | 16 | 139             | 98              | 41        | 4,0       | 2         | 16    | 7             | 0             | 1             | 1             |  |         |         |
| 2021       | Bears de Chicago    | 17 | 163             | 95              | 68        | 3,0       | 1         | 53    | 3             | 1             | 0             | 0             |  |         |         |
| 2022       | Bears de Chicago    | 08 | 083             | 52              | 31        | 2,5       | 2         | 22    | 3             | 0             | 0             | 0             |  |         |         |
| 2022       | Ravens de Baltimore | 09 | 086             | 51              | 35        | 2,0       | 1         | 19    | 3             | 0             | 1             | 0             |  |         |         |
| 2023       | Ravens de Baltimore | 16 | 158             | 84              | 74        | 1,5       | 1         | 30    | 8             | 0             | 0             | 0             |  |         |         |
| 2024       | Ravens de Baltimore | ?  | Saison en cours | Saison en cours | ?         | ?         |           |       |               |               |               |               |  |         |         |
| Totaux NFL | Totaux NFL          | 94 | 851             | 535             | 316       | 20,0      | 9         | 162   | 32            | 1             | 2             | 1             |  |         |         |

| Année      | Équipe              | MJ |                      | Plaquages            | Plaquages | Plaquages | Plaquages |       | Interceptions | Interceptions | Interceptions | Interceptions |  | Fumbles | Fumbles |
| Année      | Équipe              | MJ | Total                | Seul                 | Ast.      | Sacks     | Nb.       | Yards | Déf.          | TD            | Nb.           | Rec.          |  |         |         |
| 2018       | Bears de Chicago    | 1  | 07                   | 06                   | 01        | 0,0       | 1         | 0     | 1             | 0             | 0             | 0             |  |         |         |
| 2020       | Bears de Chicago    | -  | Blessé, n'a pu jouer | Blessé, n'a pu jouer | -         | -         |           |       |               |               |               |               |  |         |         |
| 2022       | Ravens de Baltimore | 1  | 08                   | 03                   | 05        | 0,0       | 0         | 0     | 0             | 0             | 0             | 0             |  |         |         |
| 2023       | Ravens de Baltimore | 2  | 23                   | 10                   | 13        | 0,0       | 0         | 0     | 0             | 0             | 0             | 0             |  |         |         |
| Totaux NFL | Totaux NFL          | 4  | 38                   | 19                   | 19        | 0,0       | 1         | 0     | 1             | 0             | 0             | 0             |  |         |         |